# بلدية مادونا
بلدية مادونا هي بلدية في لاتفيا، بلغ عدد سكانها 22,945  نسمة وذلك حسب إحصائيات سنة 2017.

## توأمة
لبلدية مادونا اتفاقيات توأمة مع:
- أوريخوفو-زويفو